# Feldbahn des Truppenübungsplatzes Elsenborn
| Schmalspurbahn in den 1920er Jahren |                     |                                          |                                          |
| |                     |                                          |                                          |
| Soldaten des Regiments Spoorweg beim Betrieb des Schmalspurbahnnetzes im Lager Elsenborn                                                       |                     |                                          |                                          |
| Streckenverlauf von Sourbrodt zum Lager Elsenborn, 1910                                                                                        |                     |                                          |                                          |
| Streckenlänge: | 3,2 km              |                                          |                                          |
| Spurweite: | 600 mm (Schmalspur) |                                          |                                          |
| |                     |                                          |                                          |
| \| \| \| Sourbrodt an der normalspurigen Vennbahn \| \| \| \| Sourbrodt \| \| \| \| Munitionsdepot \| \| \| \| Truppenübungsplatz Elsenborn \| |                     |                                          |                                          |
| Strecke quer · Bahnhof quer · Strecke quer |                     | Sourbrodt an der normalspurigen Vennbahn | Sourbrodt an der normalspurigen Vennbahn |
| Kopfbahnhof Streckenanfang (Strecke außer Betrieb)                                                                                             |                     | Sourbrodt                                | Sourbrodt                                |
| Abzweig geradeaus und nach links (Strecke außer Betrieb) · Betriebs-/Güterbahnhof Streckenende und quer (Strecke außer Betrieb)                |                     | Munitionsdepot                           | Munitionsdepot                           |
| Kopfbahnhof Streckenende (Strecke außer Betrieb)                                                                                               |                     | Truppenübungsplatz Elsenborn             | Truppenübungsplatz Elsenborn             |

Die Feldbahn des Truppenübungsplatzes Elsenborn war eine 3,2 km lange Militär-Schmalspurbahn mit einer Spurweite von 600 mm, die von 1901 bis 1939 den  Truppenübungsplatz Elsenborn bei Elsenborn mit dem Bahnhof Sourbrodt an der normalspurigen Vennbahn verband.

## Geschichte
Die Strecke wurde um 1900 gebaut und 1901 in Betrieb genommen. Es handelte sich nicht um eine mit fliegendem Gleis errichtete Feldbahn, sondern um eine für den Lokomotivbetrieb konzeptionierte schmalspurige Hauptstrecke. Die Trasse wurde mit geringen Steigungen durch Einschnitte nivelliert. Der Unterbau entsprach dem vieler Hauptverkehrsstrecken. Die Überführungen und Brücken waren im Hinblick auf Langlebigkeit konzeptioniert und gebaut.
Nach dem Ersten Weltkrieg wurde der bisher preußische Kreis Malmedy aufgrund des Versailler Vertrages an Belgien abgetreten. In der Nachkriegszeit setzten die Belgier D-gekuppelte Brigadelokomotiven auf der Strecke ein, die sie von der deutschen Heeresfeldbahn im Rahmen der Waffenstillstandsvereinbarungen erhalten hatten. Die umgangssprachlich „Feuriger Elias“ genannte Kleinbahn wurde vornehmlich für den Nachschub eingesetzt, aber es gab auch Personenzüge. Die Wirtshäuser und die zunehmende Prostitution am Bahnhof missfielen Hochwürden Nicolas Pietkin, als er von der Kanzel herab mit folgendem Wortspiel vor dem Unsegen der Eisenbahn (frz. „chemin de fer“) warnte: „C’est le chemin de l’enfer!“ („Das ist der Weg zur Hölle!“)
Die Transporteinheit beschäftigte etwa 70 Zivilisten, die mehrheitlich aus der umliegenden Bevölkerung rekrutiert wurden. Sie wurde jeweils im Winterhalbjahr, in dem keine Übungen auf dem Platz stattfanden, in die Kaserne von Bressoux verlegt. Im Vorfeld des Zweiten Weltkrieges wurde wegen der allgemeinen Mobilmachung Belgiens das Lager, mit Ausnahme der Festangestellten, größtenteils verlassen und 1939 der Kleinbahnbetrieb zum Lager eingestellt sowie die Schmalspurbahn abgebaut.

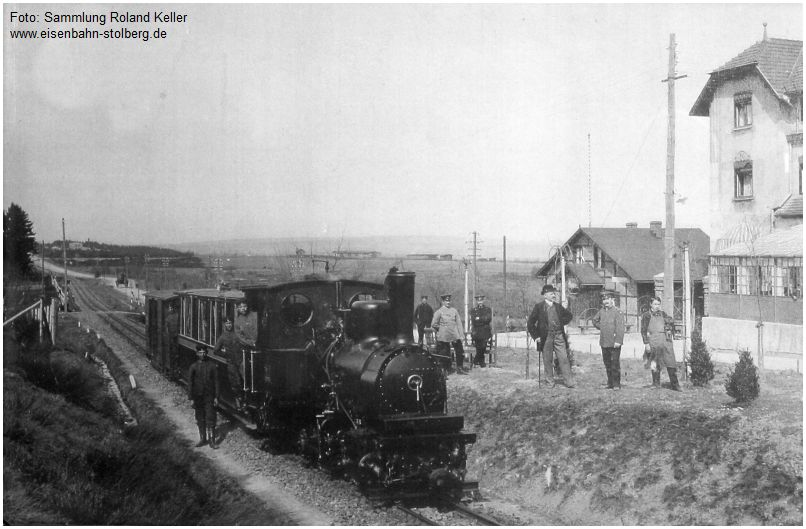
Feldbahn am Hotel du Camp
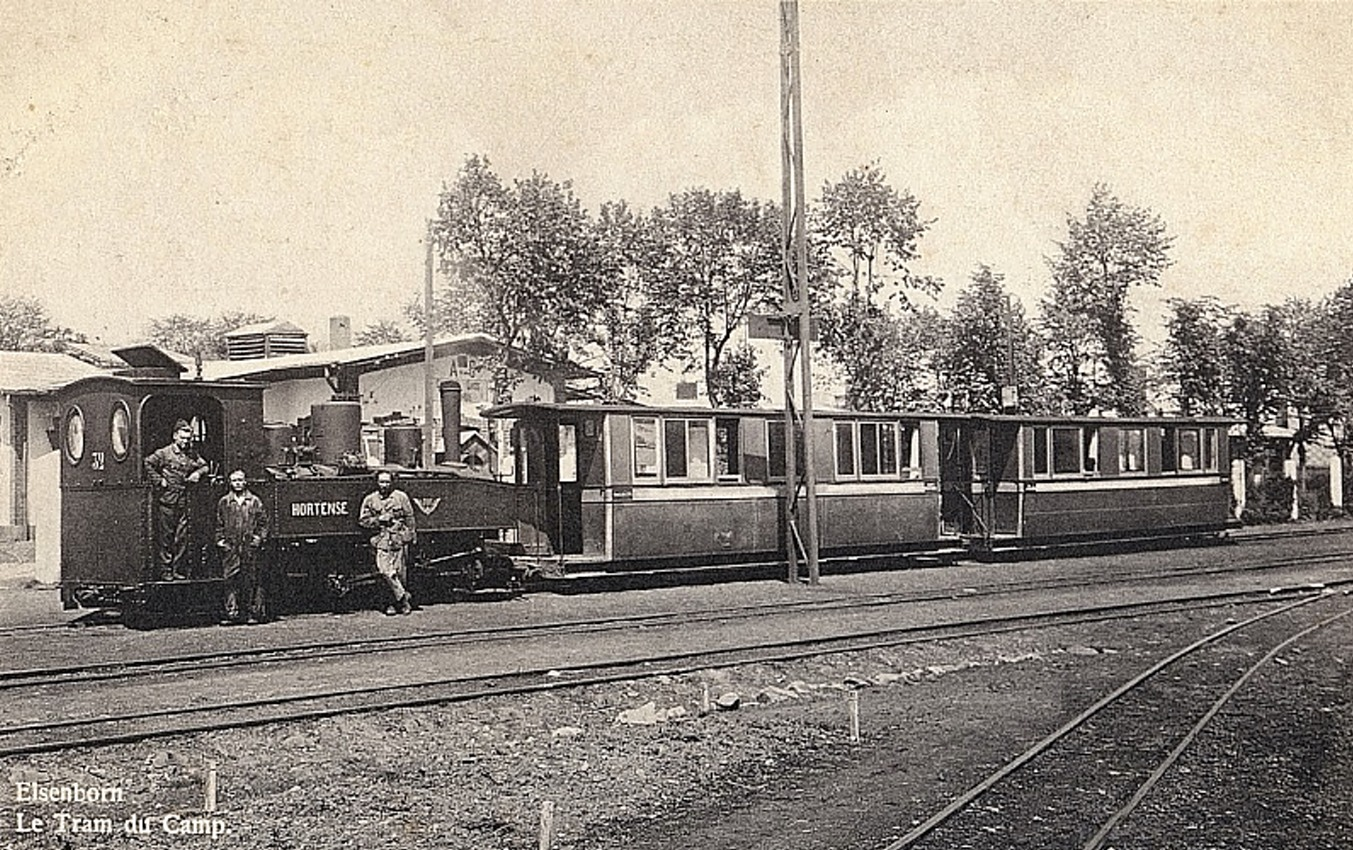
Deutsche Brigadedampflokomotive TCF 32 Hortense
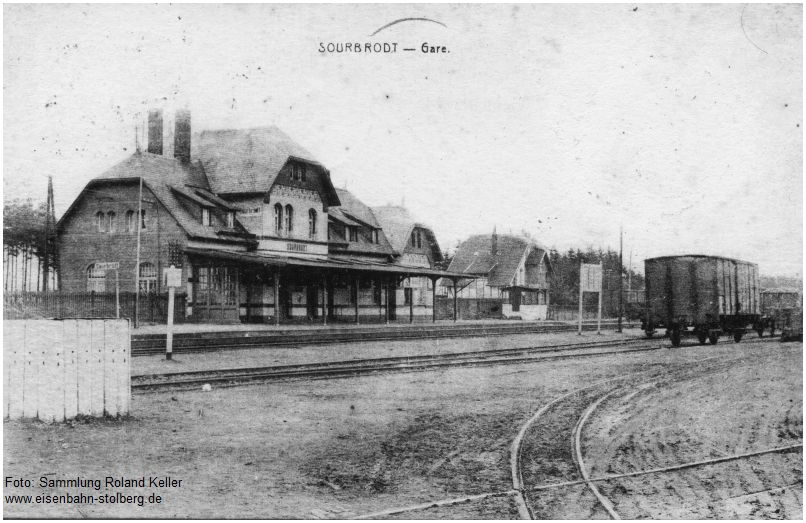
Schmalspurgleise am Bahnhof von Sourbrodt